# Aizol
Aizol (em hindi: Aizawl) é a maior cidade e a capital do estado de Mizorão, na Índia. Possui uma população de 228 280 habitantes.

## História
Entre 1871 e 1872, a conduta desordeira de Khalkom, um chefe de Mizo, obrigou os britânicos a estabelecer um posto avançado que mais tarde se tornaria a vila de Aizol. O posto fora estabelecido por Suakpuilala, o chefe de Reiek, e ficava a apenas 14 quilômetros de Sairang, de onde se podia viajar de barco com fundo plano. Em 1890, o oficial Dally da Polícia de Assam e seus 400 homens chegaram a Aizol para apoiar as tropas do coronel Skinner durante uma operação militar britânica contra os tribais de Mizo. Por recomendação de Dally, Aizol foi selecionado como o local de um posto fortificado que o coronel Skinner recebeu ordens de construir. As tropas construíram paliçadas e edifícios no local. Em 1892-95, Aizol tornou-se acessível a partir de Silchar por uma estrada de bom tempo, sob a supervisão do Major Loch.
A Força Aérea da Índia realizou ataques aéreos na cidade durante o levante da Frente Nacional Mizo de março de 1966, após o qual o MNF retirou-se para Lunglei.
Até 1966, Aizol era uma vila grande, mas o reagrupamento das aldeias de Mizo após o levante a tornou uma cidade maior e depois uma cidade. Aizol tornou-se o centro da rede de estradas em Mizorão, conectando o norte e o sul, leste e oeste. Mais de 25% da população de Mizorão reside em Aizol.

## Geografia
Aizol está ao norte do Trópico de Câncer na parte norte de Mizorão. Está situada em um cume 1132 metros acima do nível do mar, com o vale do Rio Tlawng a oeste e ao leste o vale Rio Tuirial. No verão, a temperatura varia entre os 20 e 30 °C, e no inverno 11 e 21 °C.

## Transportes
Aizol conecta-se a Silchar por via férrea e há voos diários a partir de Aizol para Calcutá.